# Quinto Fábio Ambusto (tribuno consular em 390 a.C.)
Quinto Fábio Ambusto (em latim: Quintus Fabius Ambustus) foi um político da gente Fábia nos primeiros anos da República Romana, eleito tribuno consular por duas vezes, em 406 e 390 a.C.. Era um dos três filhos de Marco Fábio Ambusto, o pontífice máximo em 390 a.C., ano em que Roma foi tomada pelos gauleses. Seus irmãos eram Cesão Fábio Ambusto (Kaeso Fabius Ambustus) e Numério Fábio Ambusto.

## Cerco de Clúsio (391 a.C.)
Em 391 a.C., Quinto foi enviado pelo Senado com seus dois irmãos, Numério Fábio Ambusto e Cesão Fábio Ambusto, a Clúsio para tratar com os gauleses sênones, liderados por Breno, que cercavam a cidade etrusca.[carece de fontes?]
As negociações não deram certo, porque estes embaixadores eram pessoas de natureza violenta, mais parecidos com gauleses que romanos. Os gauleses responderam que aceitavam a paz, mas exigiram território. A resposta dos romanos foi que eles não tinham direito de exigir terra sob ameaça de armas, e que eles não deviam estar na Etrúria. Os gauleses retrucaram que eles carregavam seu direito em suas armas, e a situação degenerou para uma batalha. Os romanos lutaram na linha de frente dos etruscos, e Quinto Fábio matou um dos chefes gauleses. Com isto, os gauleses esqueceram de Clúsio, se retiraram, e avançaram para Roma. Eles exigiram que Roma entregasse os três embaixadores, e o Senado, desaprovando a ação dos embaixadores, foram impedidos por razões políticas de entregar os três. Os gauleses consideram este um ato de guerra. Para o ano seguinte, os três Fábios foram eleitos tribunos consulares, junto de Quinto Sulpício Longo, Quinto Servílio Fidenato (pela quarta vez) e Públio Cornélio Maluginense.
Os gauleses ficaram furiosos com esta ofensa, pois os romanos além de não entregar os embaixadores, ainda os honraram; os romanos não previram o perigo e, não nomearam um ditador, e ficaram mal preparados para o ataque. As duas forças se encontraram perto do rio Ália, e foi uma vitória gaulesa. Em seguida, os gauleses avançaram até Roma, que estava com os portões abertos, pois, diante da impossibilidade de defender a cidade, foi organizada a defesa apenas da cidadela e do Capitólio. A cidade, que em 360 anos nunca havia sido derrotada, foi abandonada. Os gauleses chegaram e ocuparam a cidade, matando todos e incendiando as casas. Os gauleses foram destruídos por Marco Fúrio Camilo, que trouxe romanos que estavam em Veios.
Muitos estudiosos acreditam que a história toda dos eventos em Clúsio é fictícia, uma vez que Clúsio não tinha razão alguma para pedir ajuda para Roma e os gauleses não precisavam de provocação nenhuma para saquear Roma. A história, acredita-se, existe para prover uma explicação para um ataque que, de outra forma, seria simplesmente sem motivo; e para mostrar Roma como um bastião na defesa da Itália contra os gauleses.

## Tribunato consular (390 a.C.)
Em 390 a.C., Quinto foi eleito tribuno consular com Quinto Sulpício Longo, Numério Fábio Ambusto, Cesão Fábio Ambusto, Quinto Servílio Fidenato e Públio Cornélio Maluginense.
À Quinto e aos demais tribunos Lívio reputa a maior parte da responsabilidade pela derrota romana na Batalha do Rio Ália, o prólogo do Saque de Roma pelos senônios de Breno. E ele, assim como os demais tribunos, foi depois um dos mais fortes defensores da proposta de deixar Roma em prol de Veios depois da derrota dos gauleses.
| “ | Depois de tê-la salvo em tempo de guerra, Camilo salvou novamente a cidade quando, já em paz, evitou uma imigração em massa para Veios, apesar dos tribunos — agora que Roma era uma pilha de cinzas — estivessem mais ávidos do que nunca sobre a iniciativa e a plebe a apoiasse de maneira ainda mais forte. | ” |
|   | — Lívio, Ab Urbe Condita V, 4, 49.. |   |

Dedicado ao cargo, Quinto Fábio, depois de ser acusado pelo tribuno da plebe Cneu Márcio de ter violado o direito dos povos com seu comportamento durante a embaixada a Clúsio, preferiu o suicídio a ser processado.